# Lernaea argentinensis
Lernaea argentinensis is een eenoogkreeftjessoort uit de familie van de Lernaeidae. De wetenschappelijke naam van de soort is voor het eerst geldig gepubliceerd in 1972 door Paggi.